# Blasse Dreizehenzwergspringmaus
Die Blasse Dreizehenzwergspringmaus (Salpingotus pallidus) ist ein in Zentralasien verbreitetes Nagetier in der Gattung der Dreizehen-Zwergspringmäuse. Sie zählt mit zwei anderen Arten zur Untergattung Prosalpingotus.

## Merkmale
Die Art ist mit einer Kopf-Rumpf-Länge von 53 bis 61 mm, einer Schwanzlänge von 96 bis 113 mm und einem Gewicht von 7 bis 13 g ein sehr kleines Nagetier. Die Hinterfüße sind 21 bis 24 mm lang und die Länge der Ohren beträgt 8 bis 10 mm. Mit Ausnahme der Geschlechtsorgane unterscheiden sich Männchen nur durch eine längere Quaste am Schwanzende von Weibchen. Das gelbgraue Fell der Oberseite besitzt einige eingestreute dunkelgraue Haare und die Unterseite ist von weißem Fell bedeckt. Im vorderen Teil des Schwanzes kann Fett gelagert werden, was diesen dick erscheinen lässt. Die Hinterfüße sind durch drei Zehen und durch Haarbüschel auf den Sohlen gekennzeichnet. Auf den Schneidezähnen ist gelber Zahnschmelz vorhanden. Der diploide Chromosomensatz enthält 46 Chromosomen.

## Verbreitung
Die Blasse Dreizehenzwergspringmaus lebt im Umfeld des Aralsees und südlich des Balchaschsees in Kasachstan. Sie hält sich in Wüsten mit verstreuten Büschen, Vertretern der Gattung Artemisia oder anderen Kräutern auf.

## Lebensweise
Die nachtaktiven Exemplare leben außerhalb der Paarungszeit unsozial. Sie nutzen Pflanzensamen, Insekten und andere Wirbellose als Nahrung. Die Fortpflanzungszeit beginnt nach dem Winterschlaf im April. Bei einigen Weibchen kommen zwei Würfe pro Jahr vor. Es werden 2 bis 5 Nachkommen pro Wurf geboren.
Die unterirdischen Baue sind im Sommer bis etwa 8 Zentimeter tief und enthalten eine Nestkammer sowie 2 bis 3 Ausgänge. Weibchen graben vor der Geburt der Nachkommen bis zu 16 Zentimeter tiefe Baue, die bis zu vier Ausgänge und 2 bis 8 zusätzliche Lagerräume enthalten. Die Reviere haben ungefähr 0,6 Hektar Größe.

## Gefährdung
Vermutlich wirkt sich der Einsatz von Pestiziden negativ auf den Bestand aus. Die IUCN listet die Blasse Dreizehenzwergspringmaus mit unzureichende Datenlage (data deficient) da keine Angaben zur Populationsgröße vorliegen.